# آلن راک (بازیگر)
آلن راک (به انگلیسی: Alan Ruck) (زاده ۱ ژوئیه ۱۹۵۶)، بازیگر آمریکایی است.
از فیلم‌های معروف او می‌توان به بازی در فیلم سیرا برگس یک بازنده است، سرعت، اقدامات فوق‌العاده، ماشین جنگ، عاشقتم، بث کوپر، پنج، اسلحه‌های جوان ۲، کلاس، سگ‌های شکاری برادوی و گرینگو اشاره کرد.